# Путшайд
Путшайд (люкс. Pëtscht, фр. и нем. Putscheid) — коммуна в Люксембурге, располагается в округе Дикирх. Коммуна Путшайд является частью кантона Вьянден. В коммуне находится одноимённый населённый пункт.
Население составляет 845 человек (на 2008 год), в коммуне располагаются 225 домашних хозяйств. Занимает площадь 27,13 км² (по занимаемой площади 28 место из 116 коммун). Наивысшая точка коммуны над уровнем моря составляет 542 м. (5 место из 116 коммун), наименьшая 226 м. (42 место из 116 коммун).

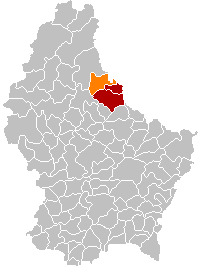
Оранжевый цвет - коммуна Путшайд, красный - кантон Вьянден.